# Bonus Time
Bonus Time is een financiële thriller van de Nederlandse auteur Gregor Vincent uit 2007. Hoewel het werk fictief is, baseerde de schrijver zich op feiten, zoals de grootschalige kunstroof door en verdwenen kunstschatten van de nazi's, het Enronschandaal en rogue trader-schandalen. De aanslagen op 11 september 2001 worden genoemd, maar vinden in Londen plaats in plaats van New York.

## Plot
Het boek beschrijft een aantal verhaallijnen rondom de (fictieve) Duitse autofabrikant Astorian, die met nazigeld blijkt te zijn gefinancierd en onderdeel blijkt te zijn van een vanuit Amerika opererend syndicaat van ex-nazi's dat ook de geroofde kunstcollectie van Hermann Göring in bezit heeft. Het boek volgt ruwweg drie verhaallijnen: de stichting van het syndicaat door de stunt van de SS'er Wolfgang Hoffmann in 1943, de financiële miskleun en vlucht van de Zwitserse bankier Marco Sandano in 2001, en eveneens in 2001 de greep van Steven Norris naar de CEO-positie van Astorian waarbij hij zich steeds dieper de illegaliteit in laat zuigen maar telkens (al dan niet onbewust) aan de ondergang ontsnapt.
Wolfgang Hoffmann, een fervent nazi en SS-officier, bekleedt een hoge post bij de Reichsbank. Hermann Göring benadert hem in 1943 met een plan een grote schat aan goud en kunstwerken naar Zuid-Amerika te smokkelen om de basis te kunnen leggen voor een 'Vierde Rijk' in de wetenschap dat de krijgskansen in het nadeel van Duitsland aan het keren zijn. De stunt lukt en Hoffmann en een aantal van zijn SS-makkers leggen de basis van een syndicaat. Via geheime offshore-rekeningen bouwen zij na de oorlog een zakenimperium op. De winst wordt met behulp van een netwerk van vertrouwelingen in de Duitse economie geïnvesteerd. Politici worden onder druk gezet, ambtenaren omgekocht, en langzaam maar zeker komen verscheidene West- en Oost-Duitse bedrijven in de macht van het nazi-netwerk. Een daarvan is de autofabrikant Astorian. 
Anno 2001 is Hoffmann stokoud en staat nog steeds aan het hoofd van het syndicaat, en gelooft nog steeds fanatiek in de nazi-leer. Alle anderen zijn overleden en vervangen door hun zonen. Deze nieuwe garde is meer geïnteresseerd in geld verdienen dan in de nazi-ideologie. Bovendien kunnen ze wegens de verscherpte controle hun bezittingen niet meer handhaven en moeten ze hun aandelen in onder andere Astorian verkopen. Ze vinden dat Hoffmann het contact met de werkelijkheid is kwijtgeraakt. Vooral de eerste man in Costa Rica, Erich Schultz, heeft er genoeg van, tevens daar Hoffmann vaak eigenhandig gewelddadige of terroristische acties laat uitvoeren zonder de andere leidinggevenden op de hoogte te stellen. Wanneer Hoffmann wederom eigenmachtig biologische wapens aanschaft voor een terroristische aanslag, is voor Schultz de maat vol.
In 2001 is Astorian een van de belangrijkste autofabrikanten. Steven Norris, de CFO van Astorian, hoopt de CEO Barthold von Eckard op te volgen en deze opvolging door financiële wapenfeiten te verzekeren. Door een aantal dure projecten en doordat het nazi-syndicaat aandelen is begonnen te verkopen staan de koers en financiën echter zwaar onder druk. Norris overschrijdt de wettelijke grenzen hierdoor steeds verder maar weet wel de post van CEO in de wacht te slepen. Het syndicaat is hiervan op de hoogte, maar is bij Norris' praktijken gebaat omdat dit de koersdaling die hun verkoop van aandelen veroorzaakt tempert. Von Eckard is zelf een zoon van de een stichter van het syndicaat en heeft genoeg van alle intriges en wil aftreden. Een opvolger die zich niet aan de regels houdt heeft eveneens wat te verbergen, en dat komt hem goed uit.
Marco Sandano is een jonge, succesvolle bankier bij een Zwitserse investeringsbank. Wanneer hij zonder autorisatie aandelen koopt in Astorian en het aandeel vervolgens hard onderuit gaat, verandert zijn leven in een hel. Hij heeft echter het gevoel dat hij er op een of andere manier is ingeluisd, want de koop was aangeraden door een topanalist, Collin Hill. Wanneer Sandano Hill belt en uitleg eist, raadt deze hem aan naar Costa Rica te vertrekken waar de waarheid zich moet bevinden. Samen met de mooie Alexandra Seiler reist Sandano af naar Costa Rica, op zoek naar de waarheid. Kort daarop wordt Hill vermoord, in opdracht van Hoffmann die hem door dreigementen had gedwongen positieve rapporten over Astorian te schrijven.
Het syndicaat probeert Sandano tegen te houden, maar uiteindelijk ontdekken Marco en de naar Zwitserland teruggekeerde Seiler de link met nazi-Duitsland, mede gefaciliteerd door Zwitserse banken. Pogingen om Sandano te doden mislukken en uiteindelijk laat Schultz het landhuis van Hoffmann evacueren en doodt Hoffmann. Ook probeert hij de biowapens op te ruimen maar raakt zelf besmet. Sandano, uit op wraak, dringt de bezitting binnen en treft enorme hoeveelheden belastende documenten aan en verwijzingen naar gestolen kunstwerken. 
Sandano informeert een joodse journalist die de documenten laat publiceren en de kunstwerken aan de rechtmatige eigenaars en diens nazaten doet terugkeren. Een schandaal bij Astorian is het gevolg, waardoor een aantal directeuren met banden met het syndicaat opstapt. De financiële malversaties van Norris gaan echter gewoon door, ondanks het feit dat hij meermalen door het oog van de naald kruipt. Sandano blijft in Costa Rica wonen met Alexandra Seiler aan zijn zijde, beseffend dat hij nooit meer naar Europa zal kunnen terugkeren of een bankfunctie zal kunnen bekleden. Het syndicaat herinvesteert de opbrengsten van de aandelenverkopen en blijft als legitiem zakenimperium bestaan. 